# Somerton, Oxfordshire
Somerton är en ort och civil parish i Storbritannien.   Den ligger i grevskapet Oxfordshire och riksdelen England, i den södra delen av landet, 90 km nordväst om huvudstaden London. Somerton ligger 112 meter över havet och antalet invånare är 4 225.
Terrängen runt Somerton är platt. Runt Somerton är det ganska tätbefolkat, med 230 invånare per kvadratkilometer. Närmaste större samhälle är Bicester, 10,3 km sydost om Somerton. Trakten runt Somerton består till största delen av jordbruksmark.